# Lampegan
Lampegan is een bestuurslaag in het regentschap Bandung van de provincie West-Java, Indonesië. Lampegan telt 6727 inwoners (volkstelling 2010).